# Humes Preparatory Academy Middle School
Humes Preparatory Academy Middle School, раніше — L. C. Humes High School — середня школа, розташованою в Мемфісі, Теннессі. Також відома, як North Side High School і як L.C. Середня школа Юмса. Вона була відкрита як середня школа з 1930-х до 1967 року, а пізніше стала середньою школою в районі міських шкіл Мемфіса. У 2004 році школа була внесена до Національного реєстру історичних місць за «її значення в освіті в Мемфісі, штат Теннессі, і її колегіальний готичний дизайн, останній — робота відомого архітектора Джорджа Осумба.
Школа також пов’язана з Елвісом Преслі, який закінчив школу в 1953 році. У школі є численні випускники з сусіднього Портер-Літа з тих часів, коли вона була дитячим будинком і теперішнім закладом опіки.
У 2012 році школа була відкрита як чартерна школа, якою керує Gestalt Community Schools. У 2017 році було оголошено, що контроль над школою буде передано школам Frayser Community, коли Gestalt вийде після того, як зіткнеться зі зниженням кількості учнів і фінансування.